# Pest Megyei Hírlap
A Pest Megyei Hírlap 1957. május 1. és 1995. február 4. között megjelenő megyei napilap volt. A lap kezdetben az állampárt megyei bizottságának és a tanácsnak a közös lapjaként jelent meg. A rendszerváltást követően konzervatív szellemiségű szerkesztősége lett, ám a piaci megmérettetés és az 1994-es kormányváltás megpróbáltatásait nem bírta és megszűnt.

## Története
A lap a Magyar Szocialista Munkáspárt Pest megyei bizottsága és a Pest Megyei Tanács napilapjaként indult azon az 1957-es május elsején, amely az 1956-os forradalom után a Kádár-rendszer konszolidációjának demonstratív kezdőnapja volt. A lap szerkesztősége Budapesten, a Hírlapkiadó Vállalat Somogyi Béla utcai épületében volt (ma: VIII. Német utca), majd a rendszerváltást és a kiadóváltást követően a XII. kerületi Nagy Jenő utcába költöztek. A tartalmi kérdéseknek kezdetben egy szerkesztőbizottság, majd 1960-tól felelős szerkesztőként, 1962-től főszerkesztőként Bácskai László (1925–1995) volt a felelőse. Kiadója indulásától a Hírlapkiadó Vállalat volt egészen 1994 januárjának utolsó napjáig. 1994. február 1-től a KDNP-s Giczy György vezette Magyar Penna Kiadói Kft. lett a sajtóorgánum kiadója.
A rendszerváltás jelentős változásokat indított el a lapnál: öt év alatt három főszerkesztője volt, 1992 nyarán pedig az Új Magyarország című konzervatív napilaptól több mint egytucatnyian jöttek át a megyei napilaphoz. 1994-ben Horn Gyula alakíthatott kormányt, ami jelentős változásokat indított el a médiapiacon. Elindult a Fenyő János-féle Vico Rt. kiadásában, a Népszava megyei lapcsaládjaként a Pest Megyei Hírek című megyei lap, és három helyi lap is: a Váci Hírek, a Nagykőrösi Hírek és a Ceglédi Hírlap, ami a Pest Megyei Hírlap példányszámának drasztikus visszaesését eredményezte. A sors fintora, hogy a Vico-s Hírek néhány hónap után lényegében megszűnt, ám a példányszámcsökkenés addigra a Hírlapot is megroppantotta, és a kiadó 1995 elején úgy döntött, hogy a lap megjelenését felfüggeszti.
1995. február 4-én, a XXXIX. évfolyam 30. számaként jelent meg utoljára.

## Mellékletei
A lap összeállításakor figyelembe vették az egyes nagyobb települések és vonzáskörzetük hírigényének kielégítését, ezért olyan - jellemzően egy-két oldalas - mellékletekkel terjesztették az újságot, melyek az adott régióval kapcsolatos információkat foglalták össze.
- Ceglédi hírlap: 1959-ig hetente kétszer, 1959-től naponta
- Érdi hírlap: 1980-1991-ig hetente
- Monori hírlap: 1959-1961-ig hetente, 1961-től naponta
- Nagykőrösi hírlap: 1957-1959 hetente kétszer, 1959-től naponta
- Gödöllői hírlap: 1980-tól naponta
- Váci hírlap: 1957-1959 hetente, 1959-1961 hetente kétszer, 1961-től naponta

Úgynevezett álmutációk is megjelentek: Buda-vidék, Tápióság, Dunatáj, Dabas és vidéke.

## Digitális hozzáférés
A lap korábban megjelent számait a Pest Megyei Könyvtár digitalizálta 2017-ben, ezek a Hungaricana portálon ingyenesen hozzáférhetők.

## Főszerkesztők
- 1957–1960 szerkesztőbizottság
- 1960–1963 Bácskai László (1962-ig felelős szerkesztőként)
- 1963–1971 Suha Andor
- 1971–1978 Lőkös Zoltán
- 1978–1988 Sági Ágnes
- 1988–1991 Bárd András
- 1991–1992 Tallós Emil
- 1992–1995 Vödrös Attila